# Raili Pietilä
Pour les articles homonymes, voir Pietilä.
Raili Inkeri Marjatta Pietilä (née Paatelainen, le 15 août 1926 à Pieksämäki et morte le 16 mai 2021 à Helsinki) est une architecte finlandais.

## Carrière
Raili Inkeri Marjatta Paatelainen obtient son baccalauréat en 1946 et reçoit son diplôme d’architecte de l’Université technologique d'Helsinki en 1956.
Elle travaille pour le cabinet d'architecte d'Olli Kivinen de 1949 à 1951 puis avec Olaf Küttner en 1959-1960.
Raili Paatelainen et Reima Pietilä commencent à collaborer en 1960 en créant le cabinet d'architectes Reima Pietilä et Raili Paatelainen.
Raili Paatelainen épouse Reima Pietilä en 1963.
Le cabinet est renommé Raili et Reima Pietilä architectes en 1975.
Leur œuvre commune très innovante a été entièrement conçue et réalisée par les deux époux.
Ils sont les représentants de l'Architecture organique.
Une exposition majeure, intitulée "Raili et Reima Pietilä. Défiant l'architecture moderne", s'est tenue du 27 février au 25 mai 2008 au Musée de l'architecture finlandaise d'Helsinki.

## Ouvrages principaux
- 1956–1958, Le pavillon finlandais de l’ Exposition universelle de 1958 de Bruxelles[5]
- 1959–1966, L’église de Kaleva à Tampere[6]
- 1961–1966, Le bâtiment Dipoli à Otaniemi, Espoo
- 1962–1982, La zone résidentielle de Suvikumpu à Tapiola, Espoo[7]
- 1963–1985, L’ambassade de Finlande à New Delhi, Inde
- 1973–1975, Le sauna de Hvitträsk à Kirkkonummi[8]
- 1973–1982, Bâtiments du quartier du Palais du Seif à Koweït[9]
- 1978–1986, Le Bâtiment Metso de la bibliothèque de Tampere[10]
- 1979–1982, L’église de Lieksa à Lieksa[11]
- 1979–1989, Le centre commercial Hervannankeskus, le centre d'activités et le centre de loisirs d'Hervanta, Tampere.
- 1984–1993, Mäntyniemi, la résidence du Président de la République de Finlande à Helsinki[12]

## Galerie

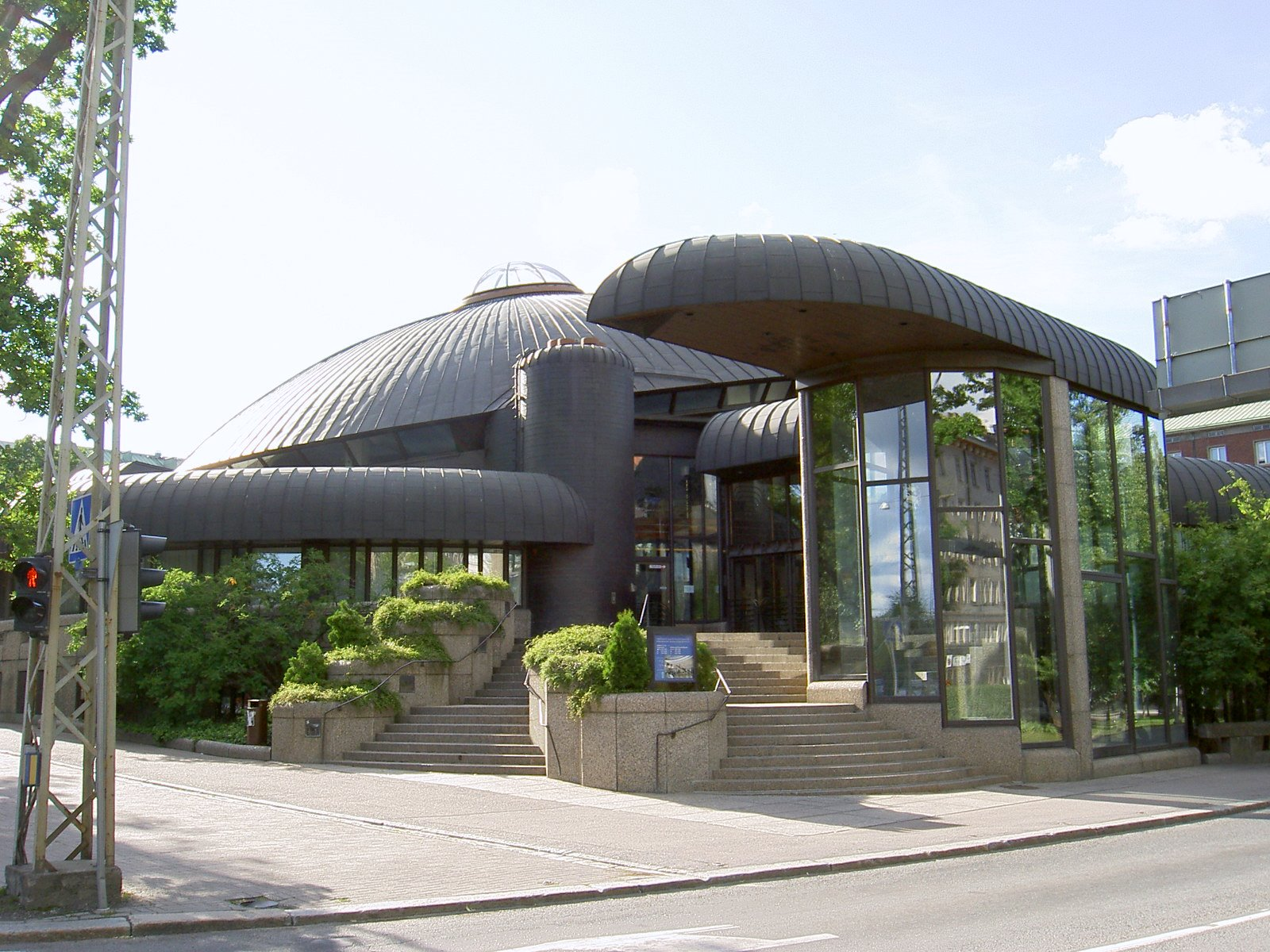
Le Metso.
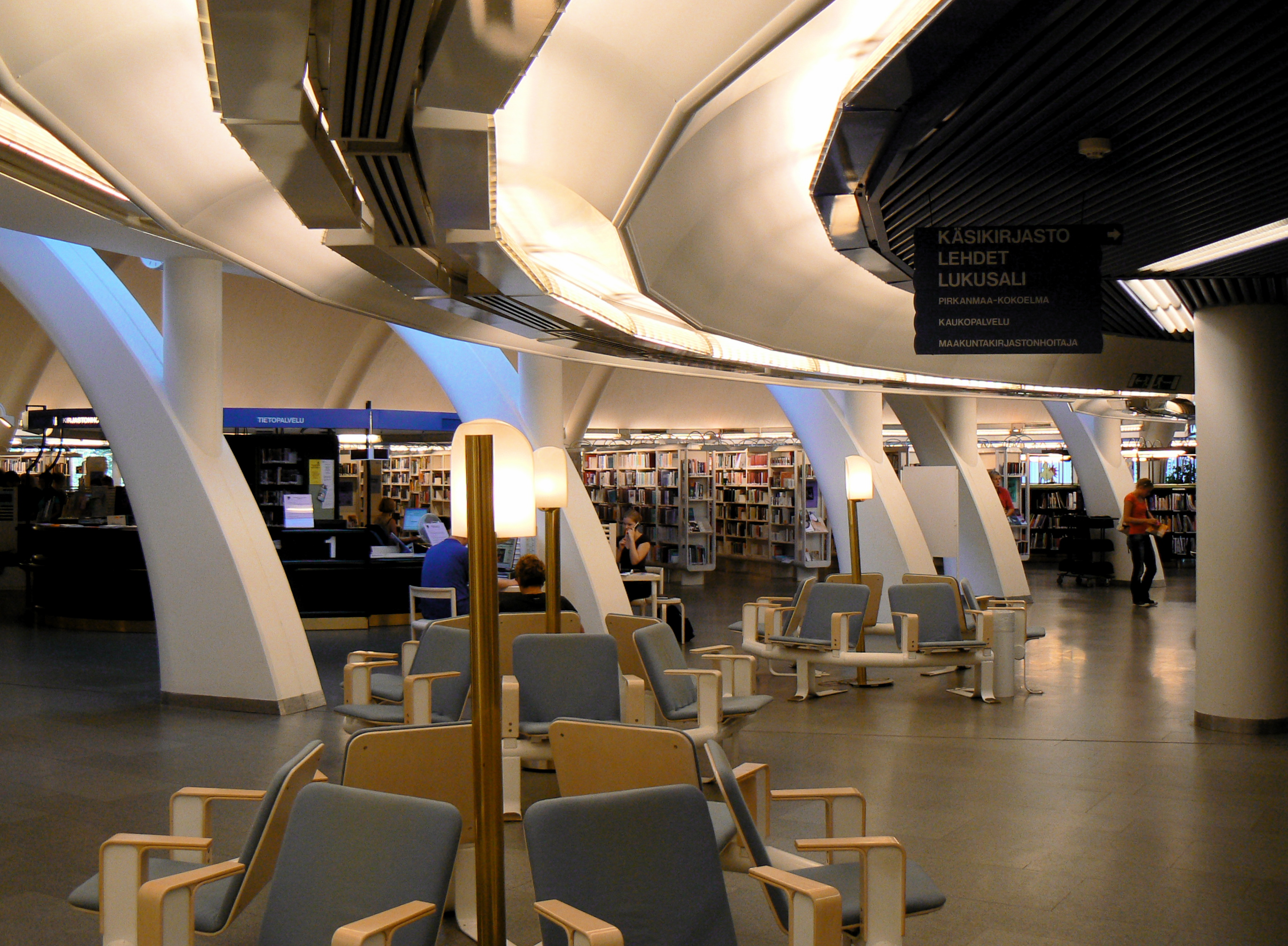
Le hall de Metso.
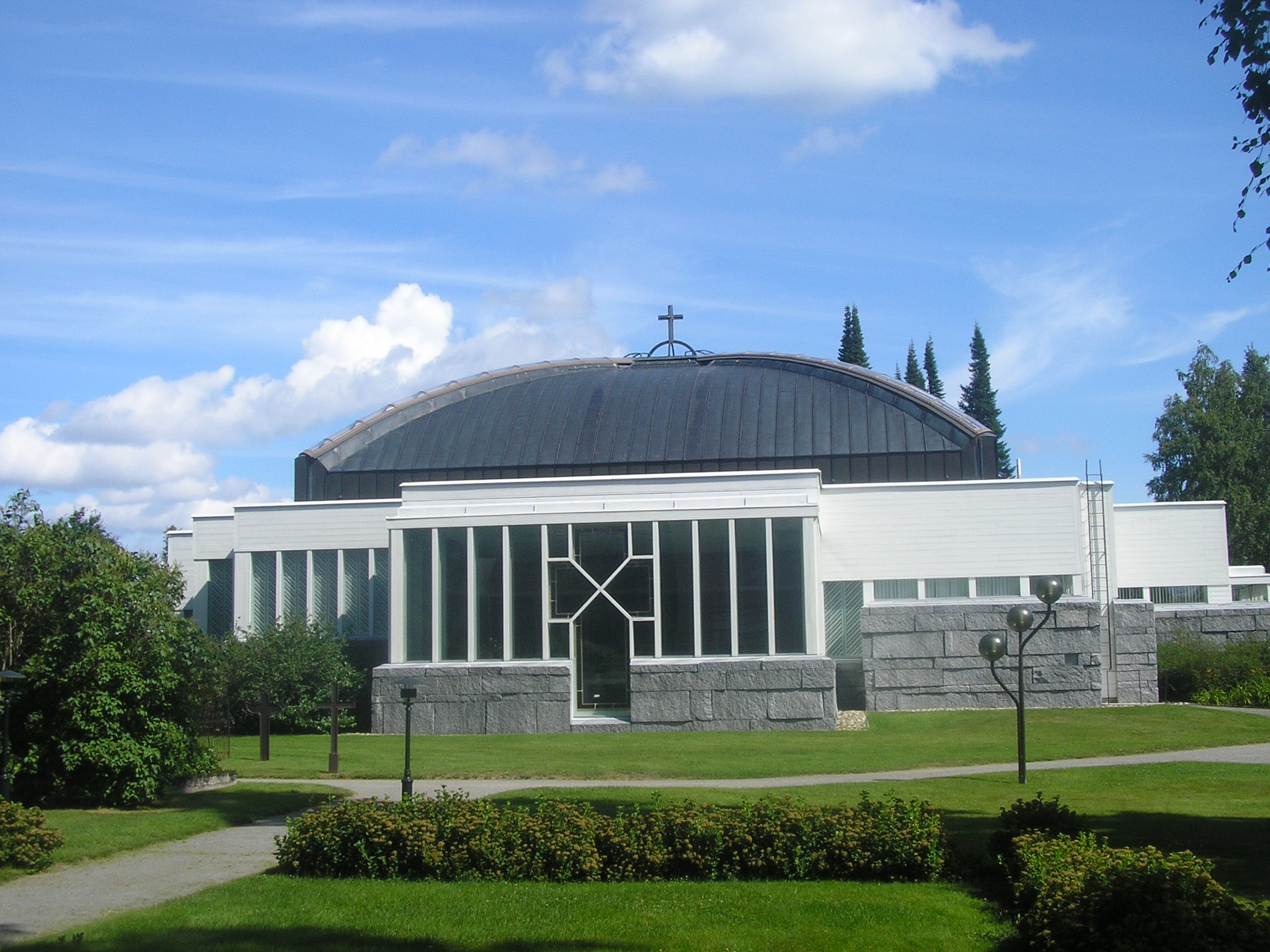
L'église de Lieksa.
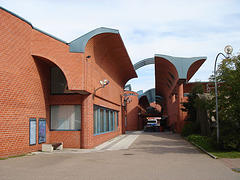
Le centre de loisirs d'Hervanta.
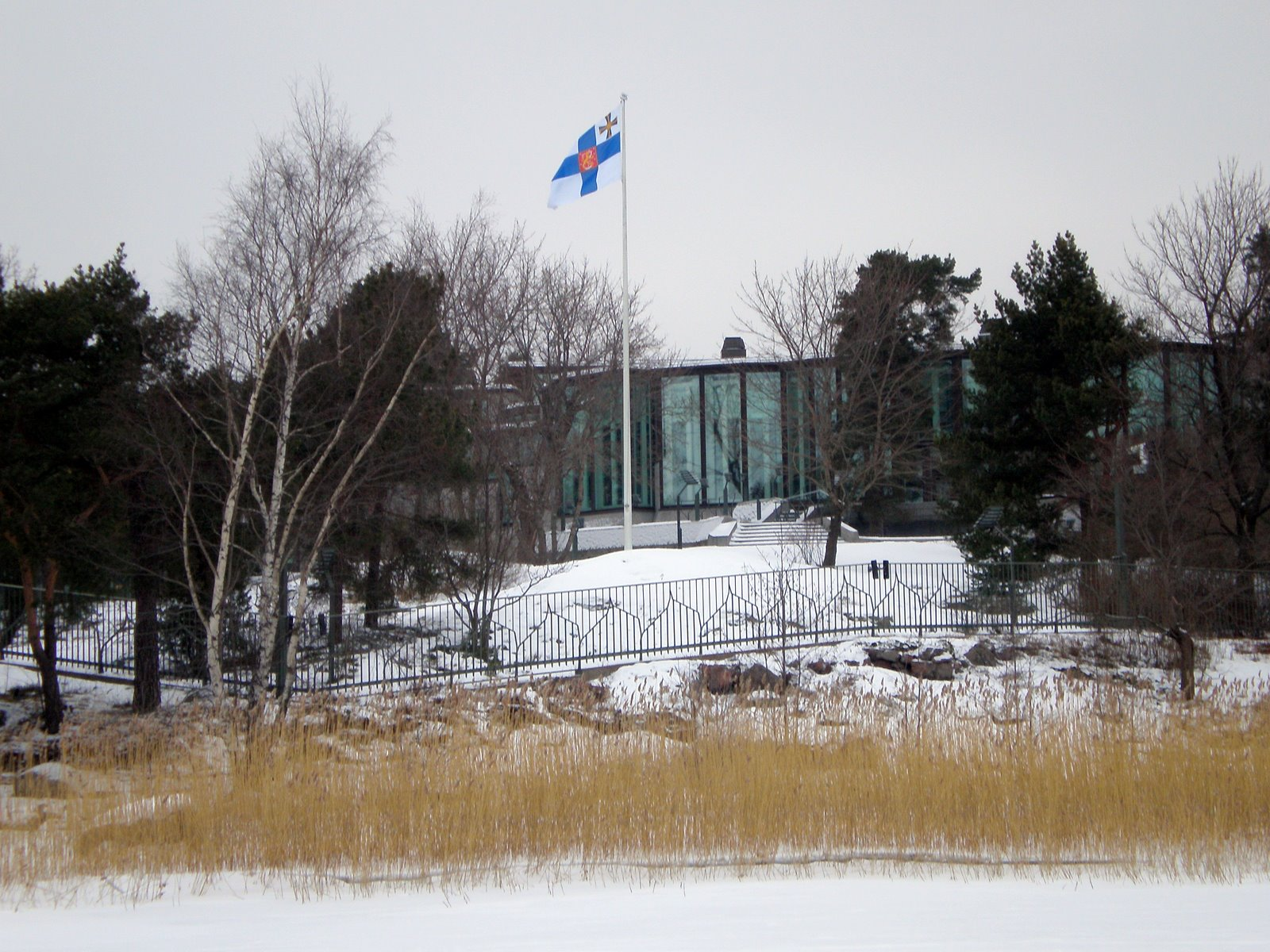
Mäntyniemi
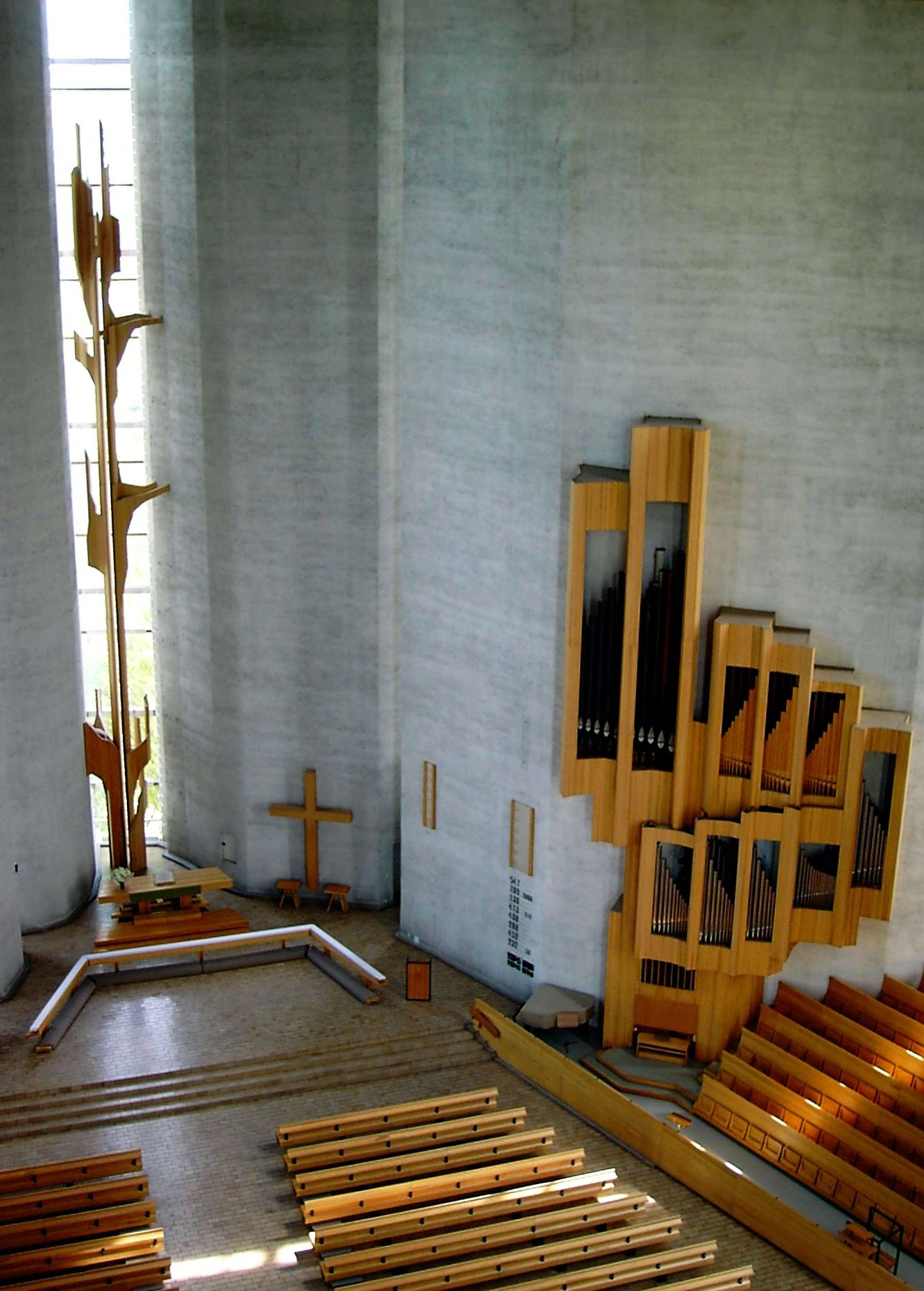
L'église de Kaleva.
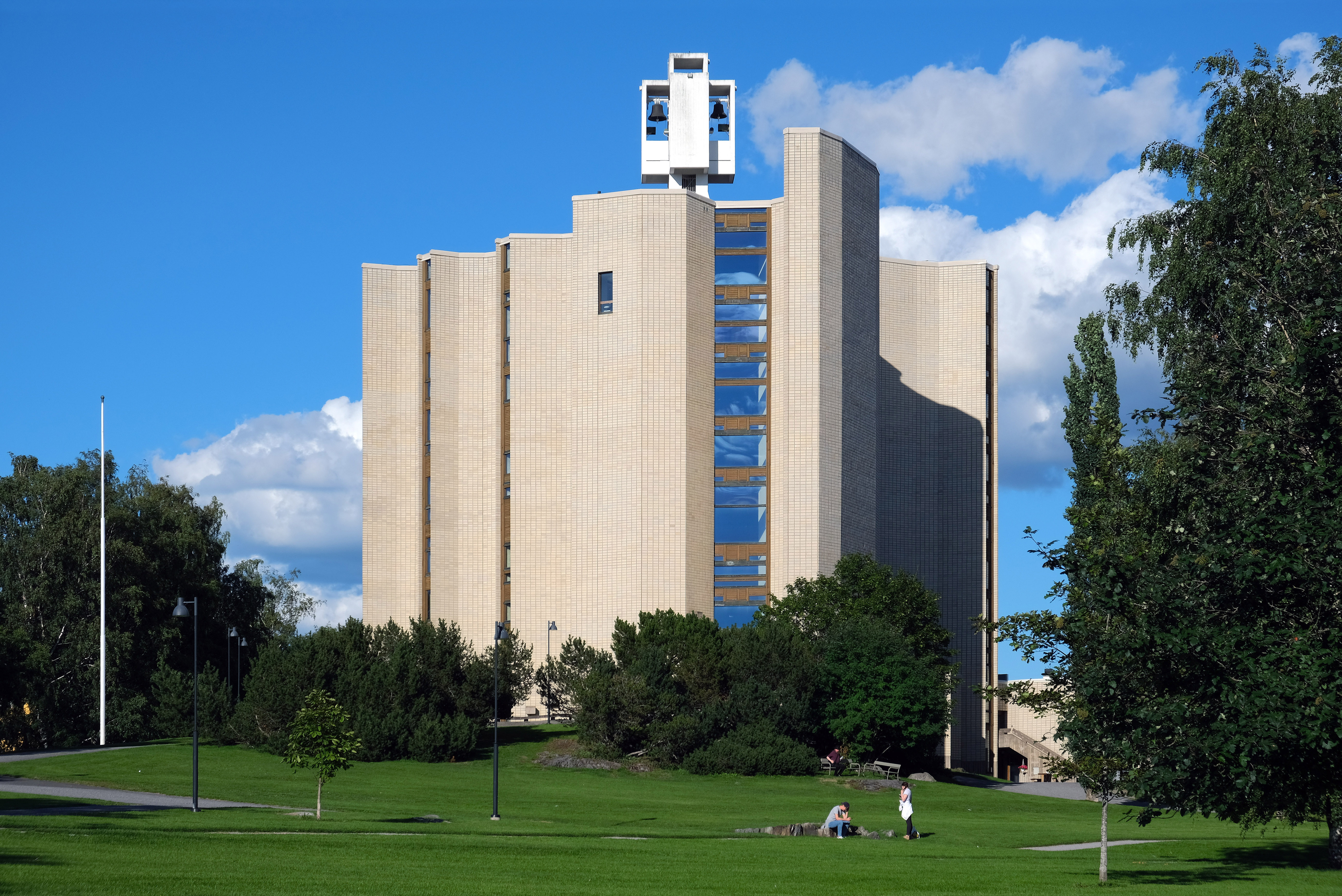
L'église de Kaleva.
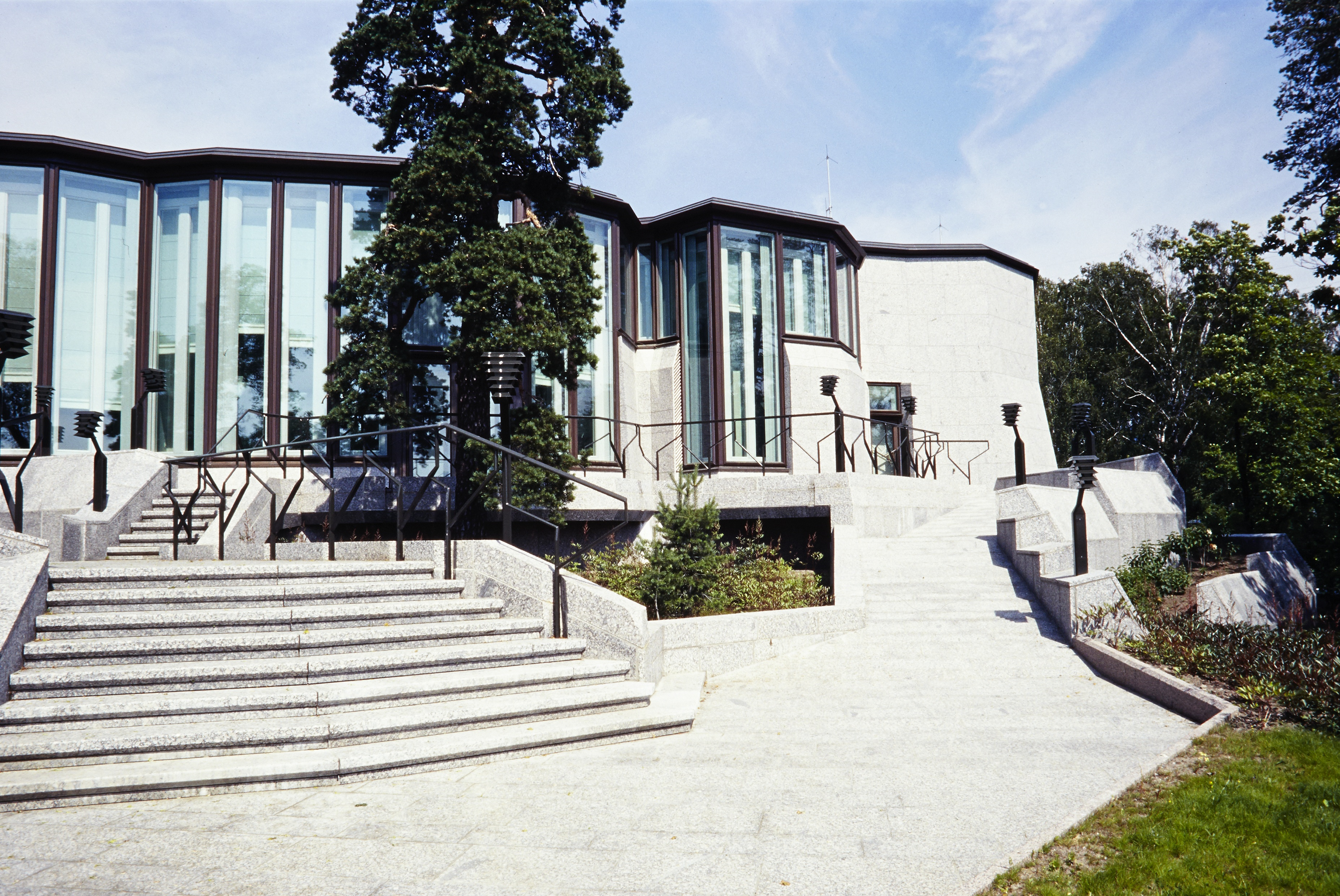
Mäntyniemi.
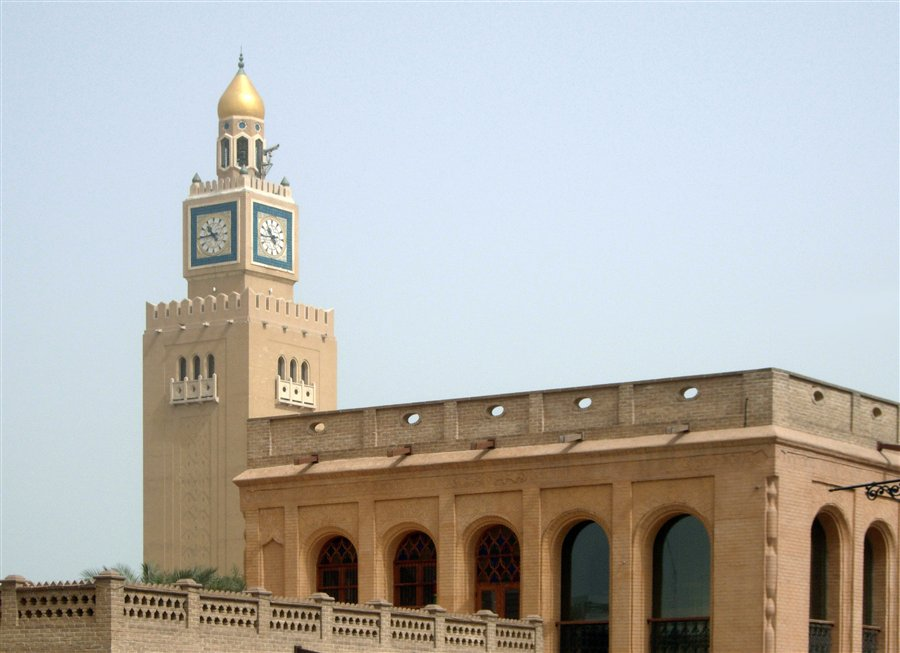
Palais du Seif.